# صموئيل آبا
صموئيل آبا (بالمجريَّة: Aba Sámuel، ولِدَ قبل عام 990 أو نحو عام 1009 - توفي بتاريخ 5 يوليو عام 1044)، حكم كملك المجر خلال الفترة الممتدة منذ عام 1041 حتى عام 1044، ولد في كنف عائلة معروفة في منطقة تلال ماترا. يذكر المؤرخون الحديثون بالاستناد على التقارير الواردة في كتاب أفعال المجريين وغيرها من السجلات التاريخية التي تحدثت عن الأصول غير المجريَّة لآل آبا أنهم تزعموا قبائل الكابار التي انفصلت عن خاقانية الخزر، وانضموا إلى المجريين خلال القرن التاسع.
تزوج صموئيل أو والده من إحدى شقيقات إسطفان الأول (هو أول ملك يعتلي عرش المجر) في نحو عام 1009. وبعدها اعتنقت عائلة آبا المسيحية بعدما كانت في الأصل وثنية أو يهودية (بحكم أواصرها الخزريَّة النخبويَّة)، بادر الملك ستيفن إلى تعيين صموئيل كحاكم رأس البلاط الملكي، ولكن توفي الملك في عام 1038، قرَّر بطرس، وهو الملك الجديد تنحية صموئيل من منصبه.
أطاح اللوردات المجريون بالملك بطرس في عام 1041، وانتخبوا صموئيل ملكًا، مال صموئيل إلى عامة الشعب عوض عن النبلاء، وهو الأمر الذي أثار استياء أنصاره السابقين بحسب ما جاء في الرواية الموحَّدة للسجلات المجريَّة، أدّت عمليات الإعدام التي نفذها العديد من المعارضين إلى دخوله في صراع مع الأسقف جيرارد التشوناديّ، عاد بطرس البندقي ليعتلي العرش بمساعدة الملك الألماني هاينرش الثالث بعدما هزم جيش صموئيل في معركة مينفو بالقرب من غيور في عام 1044، فرَّ صموئيل من ساحة المعركة، ولكن قبض عليه وقتل.